# مسجد النور (أبوجا)
مسجد النور أحد المساجد الواقعة في أبوجا، العاصمة الفدرالية نيجيريا، والذي تم بناؤه عام 2014. يقع هذا المسجد في رحاب المركز العالمي للثقافة والتربية الإسلامية. يعتبر مسجد النور من أكبر المساجد في أبوجا. وقد ازداد شهرته بعدما بدأ كثير من وزراء الدولة أداء فريضة الجمعة فيه.

## جغرافية
يقع مسجد النور في وسط المدينة ويتمتع بمكانة مرموقة لدى لمسلمين المحليين، حيث يقدم دروسًا في القرآن الكريم للكبار وبرامج ما بعد المدرسة جنبًا إلى جنب مع الصلوات اليومية وصلاة الجمعة. مع وجود الكثير من مواقف السيارات الآمنة، يظل المسجد أحد أفضل الأماكن التي تزار للصلاة لدى المسليمن.